# Нови (тврђава)
На територији жупе Драчевице, коју је господар Зете (Балша II) покушавао да поврати од Босне - босански краљ Твртко I Котроманић (поред рјечице Суторине, на улазу у Боку Которску) полаже темеље трга Новог (данас Херцег Нови) у прољеће 1382. године (у циљу трговине, посебно сољу, као и парирања Дубровнику). Назвао га је именом „Свети Стефан“ (који назив није прихватан у народу) а у латинским изворима се назива и „castrum de Suttorina“. Годину дана по формирању Новог, Балша II са војском врши упаде у Драчевицу и Конавље, али не успијева да их припоји зетској држави. Нови и жупа Драчевица, у сљедећих педесет година, у босанској држави губе значај, с обзиром да је краљ Твртко I попустио под притисцима Дубровчана и одустао од трговине сољу. Тако је било до појаве херцега Стефана Вукчића Косаче. У оквиру Босне, некадашња травунијска жупа Драчевица и трг Нови ће бити у Великом Војводству Сандаља Хранића Косаче, потом Великом Војводству и Херцештву од Св. Саве (Стефана Вукчића Косаче). Овај трг је имао и одбрамбено утврђење, а у изворима се помиње и као: „Novi Vdrazanich, castello con lo contato ala marina vicino de ragusa la via de Albania“ (1444) затим „domus Novy “ (1448) и „civitate Nova prope mare cum pertinentiis suis“ (1454). Под притиском Турака, који су заузели Босну и његове земље, херцег Стефан Вукчић Косача је своје последње уточиште потражио у уском приморском подручју (жупа Драчевица) и Новом (који су Османлије заузеле 1483. године).

## Литерарура
- Михаило Динић „Земље херцога Св. Саве“, „Глас“ бр. 182 (1940) 151-257 и СКЗ, Београд 1978.
- Зарије Бешић, Драга Гарашанин, Милутин Гарашанин и Јован Ковачевић (1967). Историја Црне Горе — I књига. Титоград: Редакција за историју Црне Горе.